# Nagako

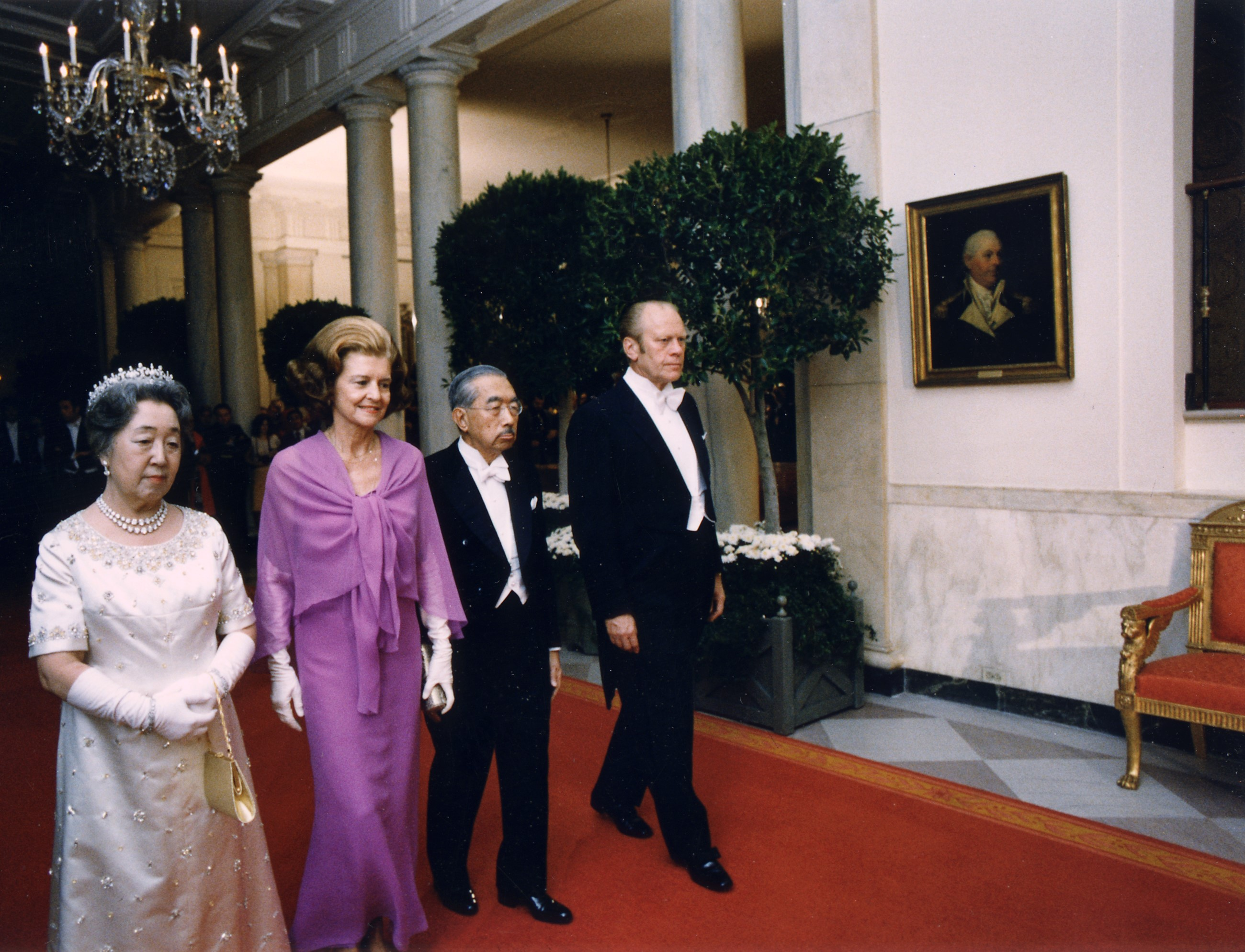
De izquierda a derecha: la emperatriz, la primera dama Betty Ford, el emperador Hirohito y el presidente Gerald Ford, en una visita de Estado a los Estados Unidos, en 1975.

La emperatriz Kōjun (香淳皇后 Kōjun-kōgō?) (6 de marzo de 1903-16 de junio de 2000) fue una emperatriz consorte de Japón. Nacida como princesa Nagako de Kuni (良子女王 Nagako joō?), Kuni (久邇宮 Kuni no miya?) es un título de su padre, fue la consorte del emperador Shōwa y la madre del emperador Akihito. Su nombre póstumo, Kōjun, significa "Perfume puro".  Tuvo siete hijos y una vez sufrió un aborto (1932).
La emperatriz Kōjun fue emperatriz consorte (kōgō) desde el 25 de diciembre de 1926 hasta el 7 de enero de 1989, siendo la monarca más longeva en la historia de Japón.

## Biografía
La princesa Nagako  nació en la casa familiar de Kuni-no-miya en Tokio, Japón, el 6 de marzo de 1903, en una de las ramas Ōke de la Casa Imperial de Japón, que eran elegibles para proporcionar un heredero al trono de Japón (por adopción). Era la hija mayor del príncipe Kuni Kuniyoshi (1873-1929) —hijo del príncipe Kuni Asahiko, cabeza de una de las once ramas de la familia imperial japonesa durante los periodos Meiji y Taishō— y de su esposa, Chikako (1879-1956) —la séptima hija del príncipe Shimazu Tadayoshi, antiguo señor de Satsuma—.
Tras la muerte de su marido, el Emperador Shōwa, el 7 de enero de 1989, su título imperial pasó a denominarse Emperatriz viuda (皇太后 Kōtaigō?) (que significa "viuda del Emperador previo"). 
Falleció el 16 de junio de 2000 a los 97 años de una insuficiencia cardíaca congestiva.

## Hijos de la emperatriz Kōjun e Hirohito
- Princesa Shigeko, princesa Teru (9 de diciembre de 1925 - 23 de julio de 1961).
- Princesa Sachiko, princesa Hisa (10 de septiembre de 1927 - 8 de marzo de 1928).
- Princesa Kazuko, princesa Taka (30 de septiembre de 1929 - 28 de mayo de 1989).
- Princesa Atsuko, princesa Yori (7 de marzo de 1931).
- Príncipe Akihito de Tsugu, emperador emérito de Japón (23 de diciembre de 1933).
- Príncipe Masahito de Yoshi, príncipe Hitachi (28 de noviembre de 1935).
- Princesa Takako, princesa Suga (2 de marzo de 1939).

## Títulos y tratamientos
| ● 6 de marzo de 1903-26 de enero de 1924:      | Su alteza imperial la princesa Nagako de Kuni |
| ● 26 de enero de 1924-25 de diciembre de 1926: | Su alteza imperial la princesa heredera       |
| ● 25 de diciembre de 1926-7 de enero de 1989:  | Su majestad la emperatriz                     |
| ● 7 de enero de 1989-16 de junio de 2000:      | Su majestad la emperatriz viuda               |

Nombre póstumo: Su majestad la emperatriz Kōjun

## Distinciones honoríficas

### Distinciones honoríficas japonesas
- Dama Gran Cordón de la Orden de la Preciosa Corona.
- Dama Gran Cordón de la Orden del Sagrado Tesoro.

### Distinciones honoríficas extranjeras
- Dama Gran Cruz de la Orden de Isabel la Católica (20/01/1972).[5]
- Dama Gran Cruz con Collar de la Real Orden de la Corona de Tonga[6]